# Amazonebrulaap
De Amazonebrulaap (Alouatta nigerrima) is een soort van het geslacht brulapen (Alouatta). De wetenschappelijke naam van de soort werd voor het eerst geldig gepubliceerd door Einar Lönnberg in 1941.

## Voorkomen
De soort komt voor in Brazilië.